# NCIS : Los Angeles
Pour les articles homonymes, voir NCIS.
NCIS NCIS : Nouvelle-Orléans
NCIS : Los Angeles est une série télévisée américaine en 323 épisodes de 42 minutes créée par Shane Brennan, dérivée de NCIS : Enquêtes spéciales, et diffusée du 22 septembre 2009 au 21 mai 2023 sur le réseau CBS aux États-Unis et en simultané au Canada sur Global.
En Suisse, la série est diffusée depuis le 25 février 2010 sur RTS Un, en France depuis le 12 mars 2010 sur M6, au Québec depuis le 2 septembre 2010 sur le réseau V (maintenant Noovo) et rediffusée depuis l'automne 2015 sur Séries+ et en Belgique depuis le 12 janvier 2011 sur RTL-TVI.
NCIS : Los Angeles raconte l'histoire des agents du bureau des projets spéciaux du NCIS de Los Angeles.
Il s'agit de la deuxième série de la franchise NCIS produite par Donald Bellisario. Le 20 janvier 2023, CBS annonce que la série prendra fin à l'issue de sa quatorzième saison. La série s'achève le 21 mai 2023.

## Synopsis
L'Office des projets spéciaux (OPS) est une division du NCIS basée à Los Angeles et spécialisée dans les missions d'infiltration. Tête brûlée de l’équipe, l’agent G. Callen change d’identité à chaque nouvelle mission au détriment de sa vie personnelle. Son partenaire, l’agent Sam Hanna, est un ancien nageur de combat (SEAL), spécialisé dans la surveillance. Ils sont accompagnés d'Eric Beale et Nell Jones, les spécialistes en informatique de la section, de Kensi Blye et Dominic Vail, une jeune recrue. La saison 2 accueille le lieutenant de police du LAPD, Marty Deeks qui devient officier de liaison du NCIS. Grâce à une technologie de pointe et à des agents caméléons durement entraînés, cette unité mène à bien de complexes opérations sous couverture pour déjouer attentats et autres menaces terroristes. La responsable hiérarchique n'est autre qu'Hetty Lange, véritable mère protectrice de la section, mais incarnant aussi le rôle de la patronne dure d'oreille.

## Distribution

### Acteurs principaux
- Chris O'Donnell (VF : Jean-Philippe Puymartin) : Grisha « G » Callen, Chef d'équipe, Agent Spécial de l'OPS (principal saison 1 à 14)
- LL Cool J (VF : Sidney Kotto) : Sam Hanna, Agent Spécial de l'OPS (principal saison 1 à 14)
- Daniela Ruah (VF : Laëtitia Lefebvre) : Kensi Blye Deeks, Agent Spécial de l'OPS (principale saison 1 à 14)
- Linda Hunt (VF : Marie-Martine) : Henrietta « Hetty » Lange, Responsable des opérations (principale saison 1 à 12, invitée saison 13 et 14)
- Eric Christian Olsen (VF : Axel Kiener) : Marty Deeks, Agent Spécial de l'OPS (principal saison 2 à 14, récurrent saison 1)
- Medalion Rahimi (VF : Joséphine Ropion) : Fatima Namazi, Agent Spéciale de l'OPS (principale saison 11 à 14, récurrente saison 10)
- Caleb Castille (VF : Mike Fédée) : Devin Roundtree, Agent Spécial de l'OPS (principal saison 12 à 14, récurrent saison 11)
- Gerald McRaney (VF : Philippe Catoire) : Amiral à la retraite Hollace Killbride. En l'absence d'Hetty, il est nommé responsable des opérations à partir de l'épisode 3 de la saison 13 (principal saison 13 et 14, récurrent saisons 10 à 12 - invité saison 6)

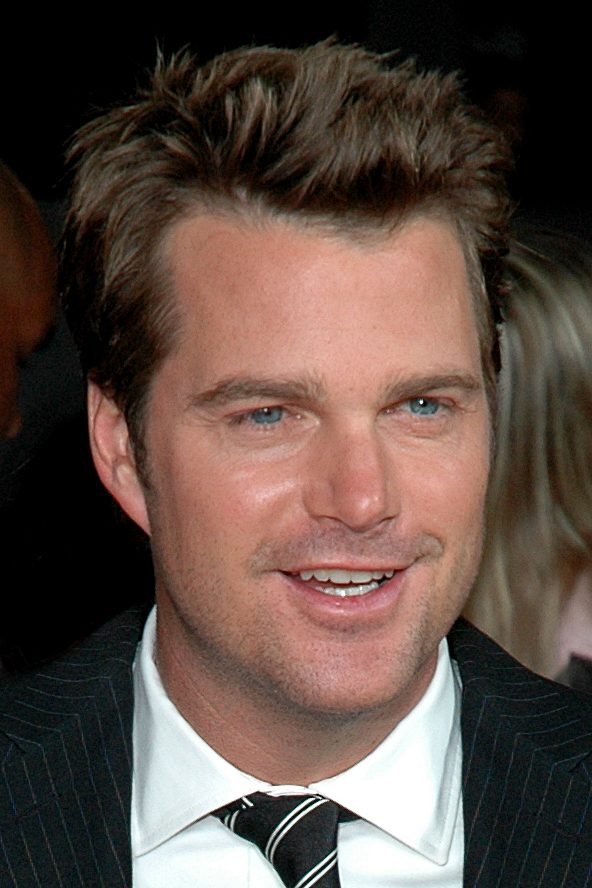
Chris O'Donnell, l’acteur joue G. Callen
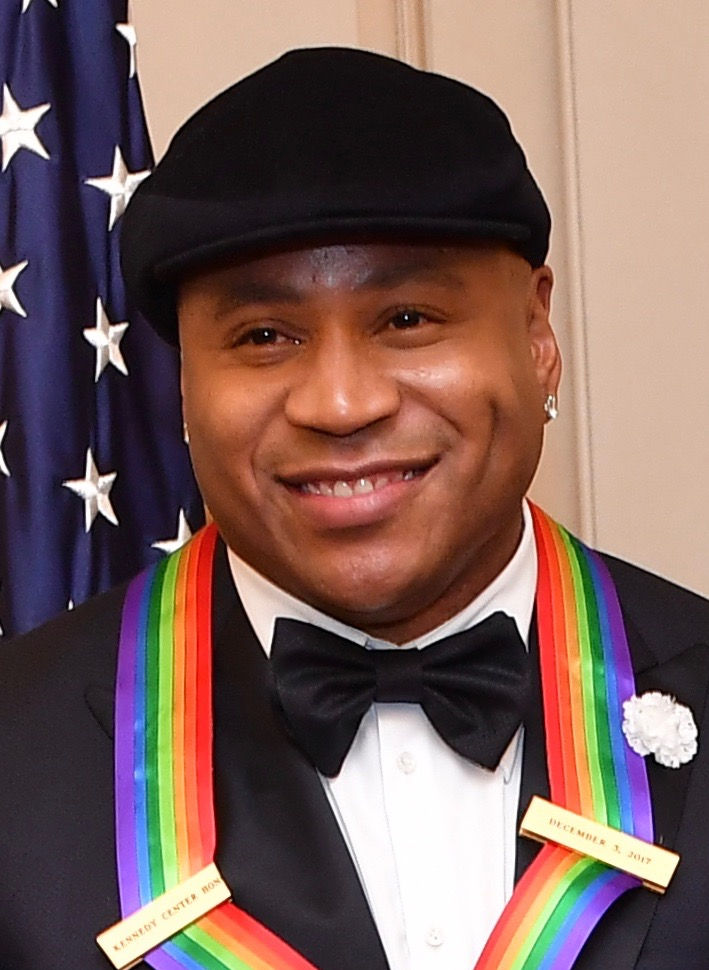
LL Cool J, l'acteur joue Sam Hanna
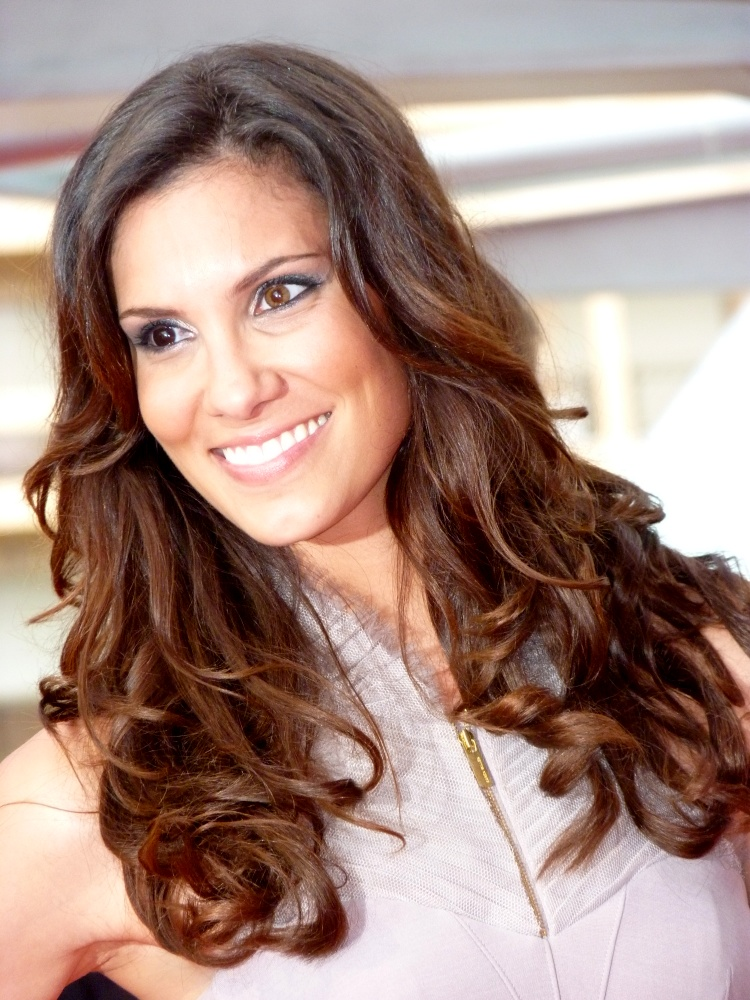
Daniela Ruah, l'actrice joue Kensi Blye
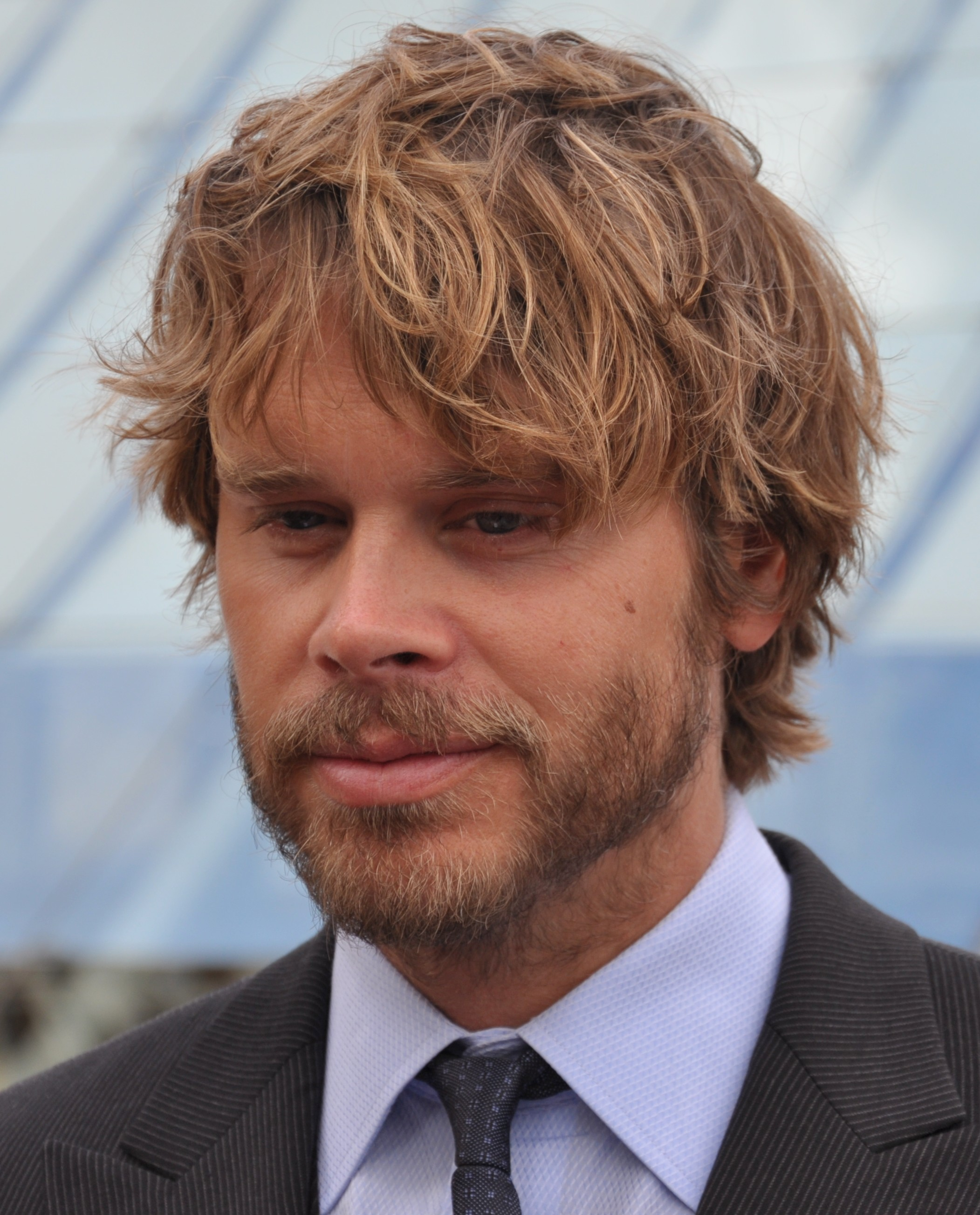
Eric Christian Olsen, l’acteur joue Marty Deeks
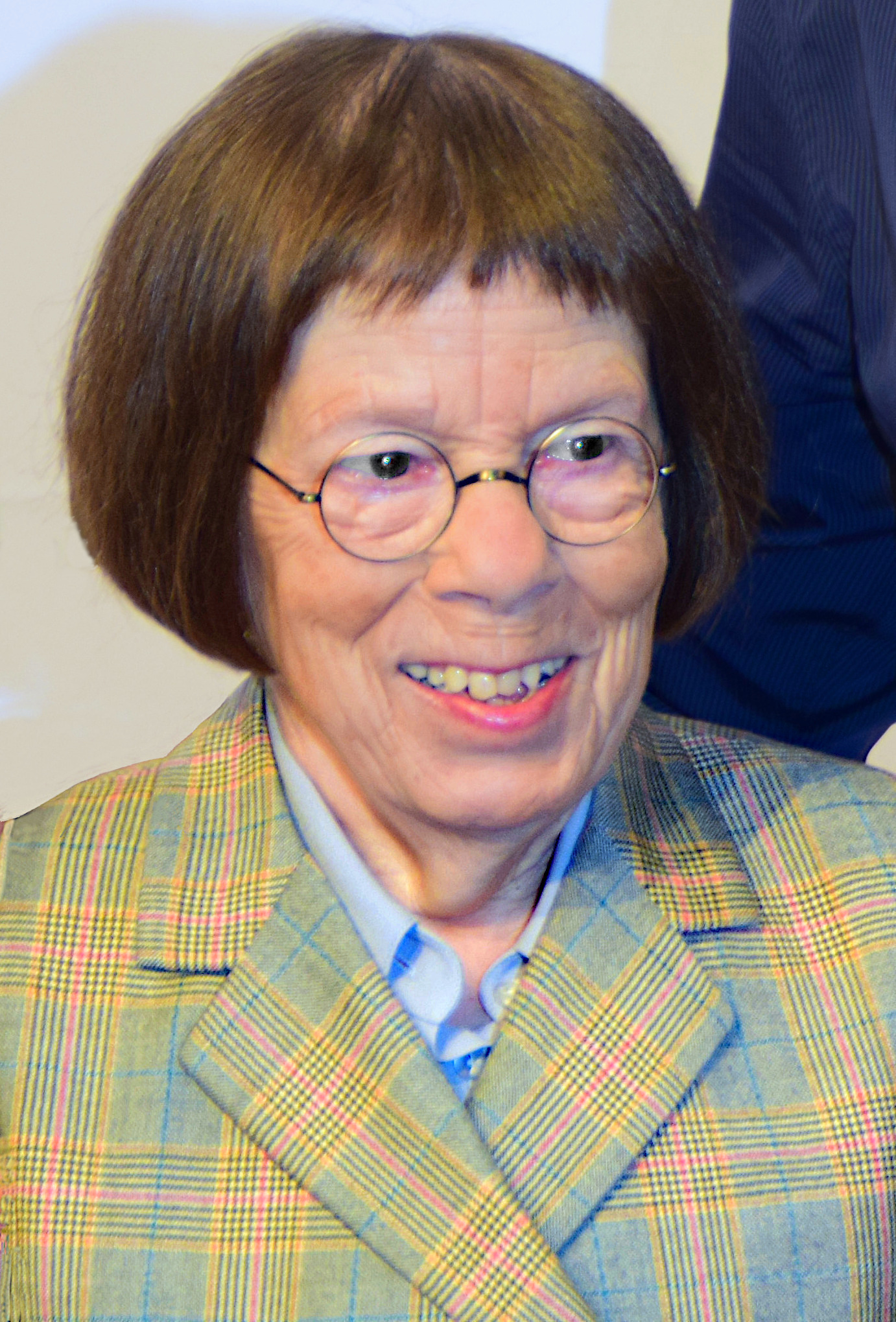
Linda Hunt, l’actrice joue Henrietta « Hetty » Lange
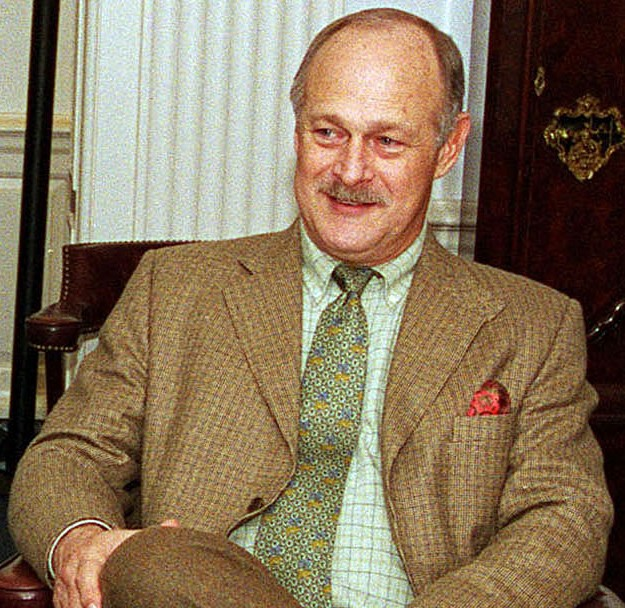
Gerald McRaney, l'acteur joue Hollace Killbride

### Anciens acteurs principaux
- Adam Jamal Craig (VF : Nessym Guétat) : Dominic Vail, Agent Spécial de l'O.P.S, (décédé) (saison 1)
- Peter Cambor (VF : Alexandre Gillet) : Nate « Doc » Getz, Psychologue comportementaliste (saison 1 - récurrent saisons 2 à 9 puis invité 13 et 14)
- Miguel Ferrer (VF : Patrick Messe) : Owen Granger, Directeur Adjoint du NCIS, (décédé) (saison 5 à 8 - récurrent saisons 3 à 4)
- Andrea Bordeaux (VF : Catherine Desplaces) : Harley Hidoko, Agent Spécial de l'O.P.S, (décédée) (saison 9)
- Nia Long (VF : Ninou Fratellini) : Shay Mosley, Directrice adjointe NCIS, suspendue à partir de la saison 10 (saisons 9 et 10)
- Barrett Foa (VF : Olivier Jankovic) : Eric Beale, Technicien informatique (saisons 1 à 12)
- Renée Felice Smith (VF : Jessica Barrier) : Penelope « Nell » Jones, Technicienne informatique de terrain (saisons 2 à 12 puis invitée saison 14)

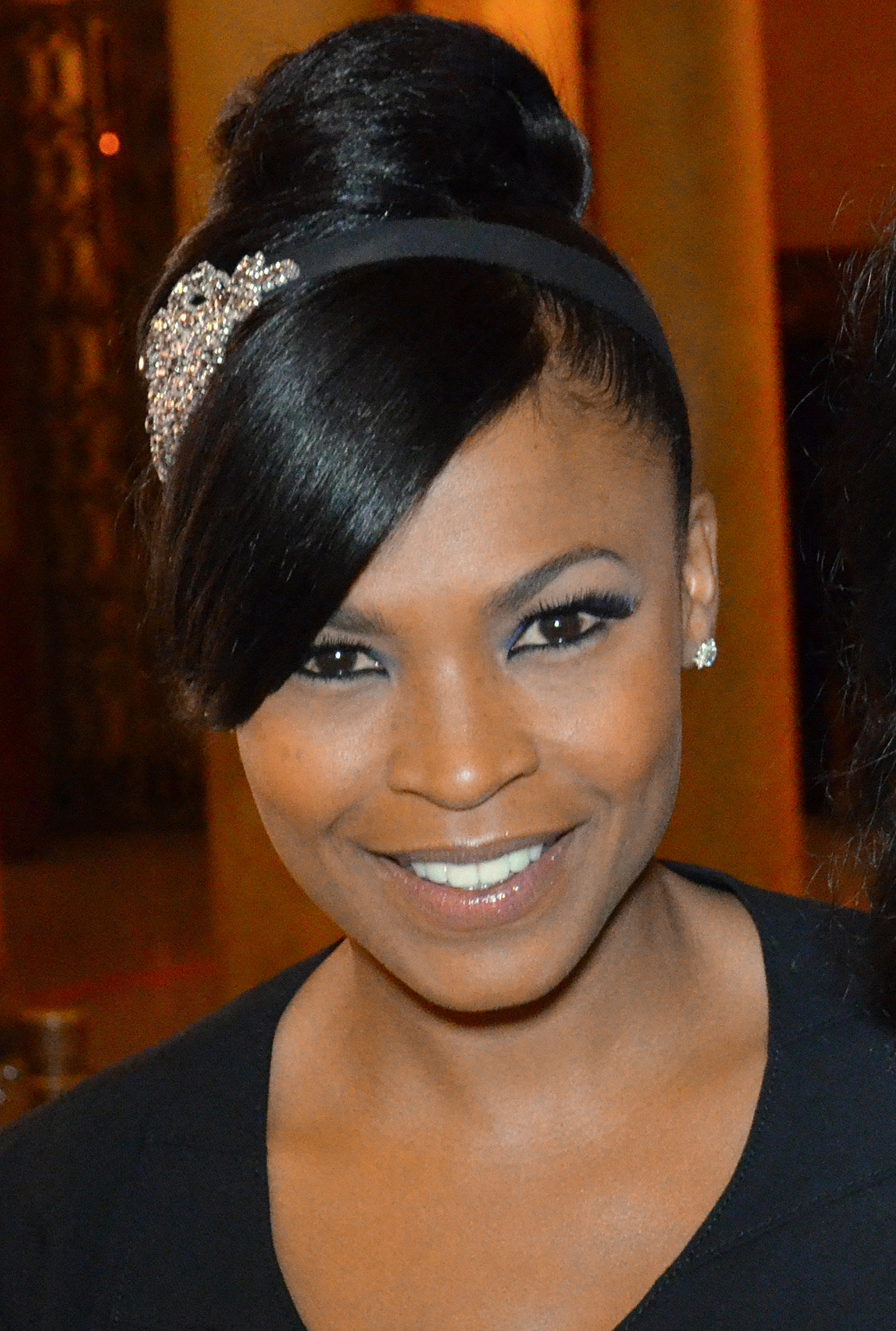
Nia Long, l'actrice interprétant Shay Mosley.
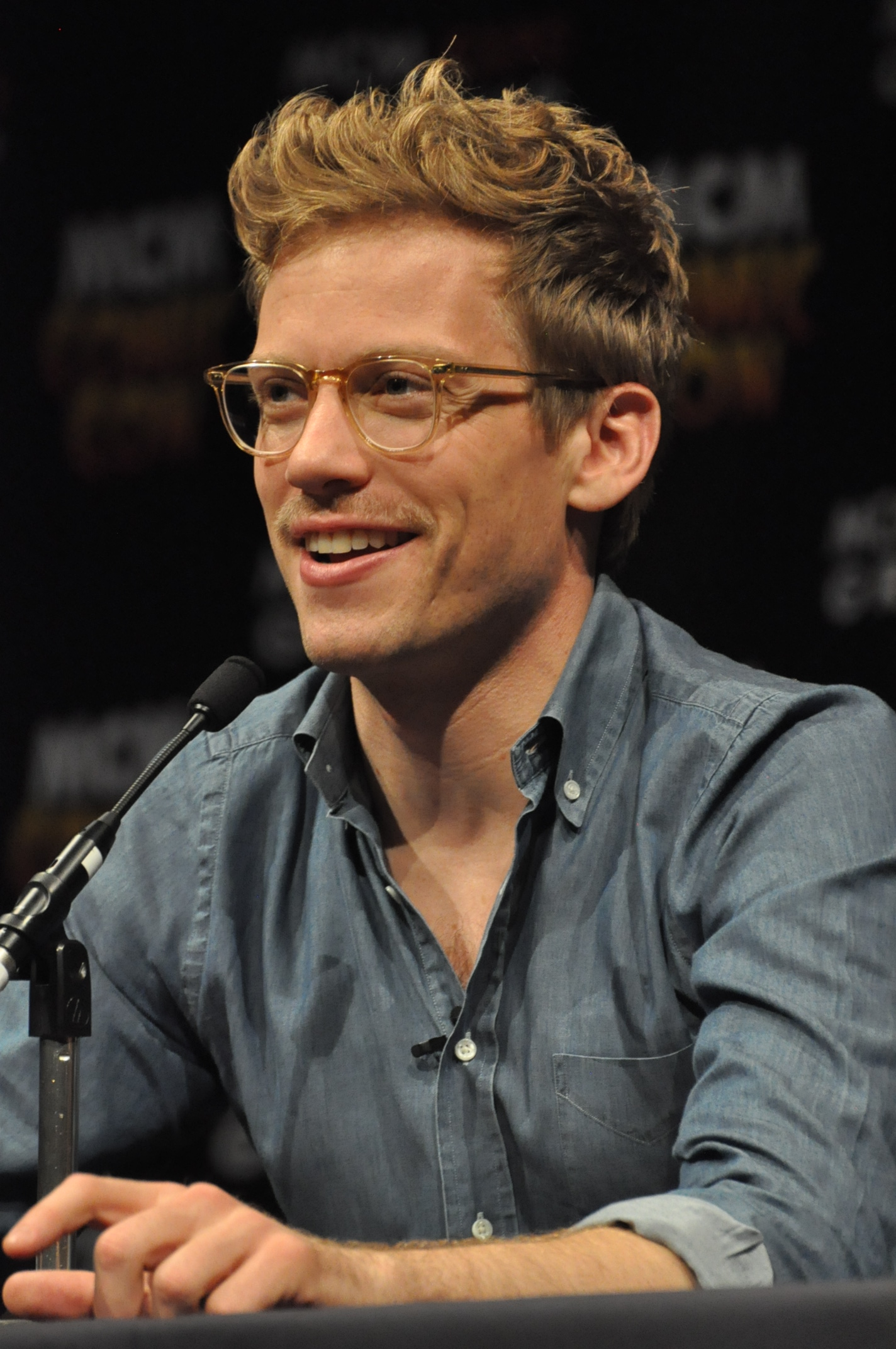
Barrett Foa, l’acteur joue Eric Beale
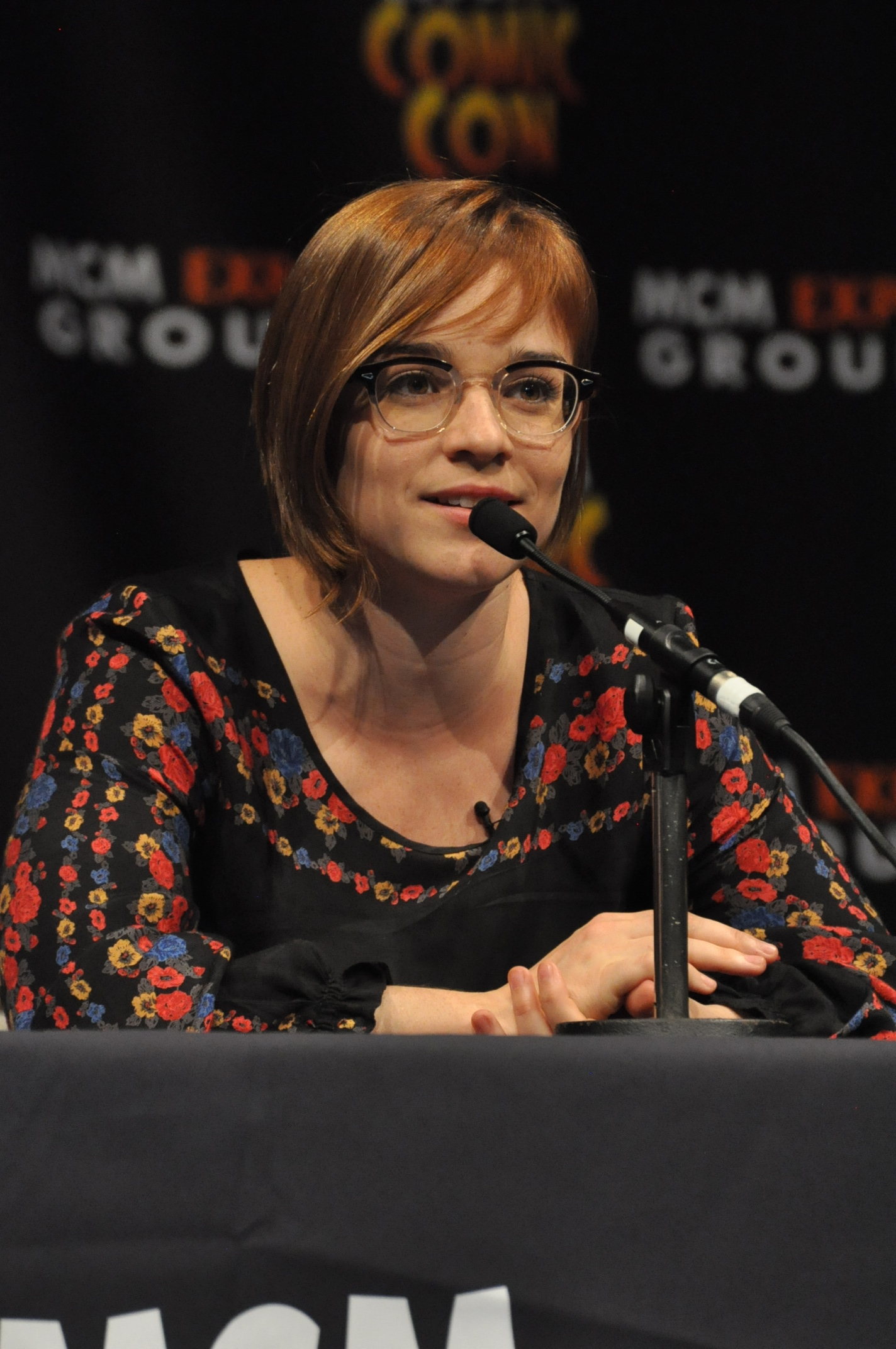
Renée Felice Smith, l’actrice joue Penelope Nell Jones

### Postes
| Saison | Directeur Adjoint du NCIS                                                | Responsable des opérations             | Chef d'équipe            | Agent spécial de l'OPS | Agent spécial de l'OPS | Agent spécial de l'OPS    | Agent spécial de l'OPS            | Agent spécial de l'OPS            | Technicien informatique  | Technicienne informatique de terrain | Psychologue comportementaliste   |
| ------ | ------------------------------------------------------------------------ | -------------------------------------- | ------------------------ | ---------------------- | ---------------------- | ------------------------- | --------------------------------- | --------------------------------- | ------------------------ | ------------------------------------ | -------------------------------- |
| 1      |                                                                          | Henrietta « Hetty » Lange (Linda Hunt) | G. Callen (C. O'Donnell) | Sam Hanna (LL Cool J)  | Kensi Blye (D. Ruah)   | Marty Deeks (E. C. Olsen) | Dominic Vail (Adam J. Craig) mort |                                   | Eric Beale (Barrett Foa) |                                      | Nate « Doc » Getz (Peter Cambor) |
| 2      |                                                                          | Henrietta « Hetty » Lange (Linda Hunt) | G. Callen (C. O'Donnell) | Sam Hanna (LL Cool J)  | Kensi Blye (D. Ruah)   | Marty Deeks (E. C. Olsen) | Nell Jones (Renée Felice Smith)   |                                   | Eric Beale (Barrett Foa) |                                      | Nate « Doc » Getz (Peter Cambor) |
| 3      | Owen Granger (Miguel Ferrer) mort                                        | Henrietta « Hetty » Lange (Linda Hunt) | G. Callen (C. O'Donnell) | Sam Hanna (LL Cool J)  | Kensi Blye (D. Ruah)   | Marty Deeks (E. C. Olsen) | Nell Jones (Renée Felice Smith)   |                                   | Eric Beale (Barrett Foa) |                                      | Nate « Doc » Getz (Peter Cambor) |
| 4      | Owen Granger (Miguel Ferrer) mort                                        | Henrietta « Hetty » Lange (Linda Hunt) | G. Callen (C. O'Donnell) | Sam Hanna (LL Cool J)  | Kensi Blye (D. Ruah)   | Marty Deeks (E. C. Olsen) | Nell Jones (Renée Felice Smith)   |                                   | Eric Beale (Barrett Foa) |                                      | Nate « Doc » Getz (Peter Cambor) |
| 5      | Owen Granger (Miguel Ferrer) mort                                        | Henrietta « Hetty » Lange (Linda Hunt) | G. Callen (C. O'Donnell) | Sam Hanna (LL Cool J)  | Kensi Blye (D. Ruah)   | Marty Deeks (E. C. Olsen) | Nell Jones (Renée Felice Smith)   |                                   | Eric Beale (Barrett Foa) |                                      | Nate « Doc » Getz (Peter Cambor) |
| 6      | Owen Granger (Miguel Ferrer) mort                                        | Henrietta « Hetty » Lange (Linda Hunt) | G. Callen (C. O'Donnell) | Sam Hanna (LL Cool J)  | Kensi Blye (D. Ruah)   | Marty Deeks (E. C. Olsen) | Nell Jones (Renée Felice Smith)   |                                   | Eric Beale (Barrett Foa) |                                      | Nate « Doc » Getz (Peter Cambor) |
| 7      | Owen Granger (Miguel Ferrer) mort                                        | Henrietta « Hetty » Lange (Linda Hunt) | G. Callen (C. O'Donnell) | Sam Hanna (LL Cool J)  | Kensi Blye (D. Ruah)   | Marty Deeks (E. C. Olsen) | Nell Jones (Renée Felice Smith)   |                                   | Eric Beale (Barrett Foa) |                                      | Nate « Doc » Getz (Peter Cambor) |
| 8      | Owen Granger (Miguel Ferrer) mort                                        | Henrietta « Hetty » Lange (Linda Hunt) | G. Callen (C. O'Donnell) | Sam Hanna (LL Cool J)  | Kensi Blye (D. Ruah)   | Marty Deeks (E. C. Olsen) | Nell Jones (Renée Felice Smith)   |                                   | Eric Beale (Barrett Foa) |                                      | Nate « Doc » Getz (Peter Cambor) |
| 9      | Shay Mosley (Nia Long)                                                   | Henrietta « Hetty » Lange (Linda Hunt) | G. Callen (C. O'Donnell) | Sam Hanna (LL Cool J)  | Kensi Blye (D. Ruah)   | Marty Deeks (E. C. Olsen) | Nell Jones (Renée Felice Smith)   | Harley Hidoko (A. Bordeaux) morte | Eric Beale (Barrett Foa) |                                      | Nate « Doc » Getz (Peter Cambor) |
| 10     | Luis Ochoa (Esai Morales)                                                | Henrietta « Hetty » Lange (Linda Hunt) | G. Callen (C. O'Donnell) | Sam Hanna (LL Cool J)  | Kensi Blye (D. Ruah)   | Marty Deeks (E. C. Olsen) | Nell Jones (Renée Felice Smith)   | Fatima Namazi (Medalion Rahimi)   | Eric Beale (Barrett Foa) |                                      |                                  |
| 11     |                                                                          | Henrietta « Hetty » Lange (Linda Hunt) | G. Callen (C. O'Donnell) | Sam Hanna (LL Cool J)  | Kensi Blye (D. Ruah)   | Marty Deeks (E. C. Olsen) | Nell Jones (Renée Felice Smith)   | Fatima Namazi (Medalion Rahimi)   | Eric Beale (Barrett Foa) | Devin Roundtree (Caleb Castille)     |                                  |
| 12     |                                                                          | Henrietta « Hetty » Lange (Linda Hunt) | G. Callen (C. O'Donnell) | Sam Hanna (LL Cool J)  | Kensi Blye (D. Ruah)   | Marty Deeks (E. C. Olsen) | Nell Jones (Renée Felice Smith)   | Fatima Namazi (Medalion Rahimi)   | Eric Beale (Barrett Foa) | Devin Roundtree (Caleb Castille)     |                                  |
| 13     | Amiral Killbride (Gerald McRaney) en remplacement d'Hetty en son absence |                                        | G. Callen (C. O'Donnell) | Sam Hanna (LL Cool J)  | Kensi Blye (D. Ruah)   | Marty Deeks (E. C. Olsen) |                                   | Fatima Namazi (Medalion Rahimi)   |                          | Devin Roundtree (Caleb Castille)     |                                  |
| 14     |                                                                          |                                        | G. Callen (C. O'Donnell) | Sam Hanna (LL Cool J)  | Kensi Blye (D. Ruah)   | Marty Deeks (E. C. Olsen) |                                   | Fatima Namazi (Medalion Rahimi)   |                          | Devin Roundtree (Caleb Castille)     |                                  |

### Acteurs récurrents
- Bar Paly (VF : Noémie Orphelin) : Anastasia Kolcheck (depuis la saison 6)
- Alicia Coppola (VF : Dominique Westberg) : Lisa Rand, agent spécial du FBI (saison 2 et depuis saison 6; 3 épisodes)
- Mercedes Masohn (VF : Pamela Ravassard) : Talia Del Campo, agent de la DEA (depuis saison 5; 7 épisodes)
- Elizabeth Bogush (en) (VF : Marianne Leroux) : Joelle Taylor (depuis saison 5; 15 épisodes)
- Vyto Ruginis (VF : Féodor Atkine) : Arkady Kolcheck (depuis la saison 1)
- Erik Palladino (VF : Maurice Decoster) : Vostanik Sabatino, agent de la CIA (depuis la saison 3; 18 épisodes)

### Anciens acteurs récurrents
- Aunjanue Ellis (VF : Annie Milon) : Michelle Hanna, agent de la CIA (saisons 4 à 6; 5 épisodes)
- Andrew Leeds (VF : Alexandre Guansé) : John Booker, agent de terrain NCIS (saisons 5; 3 épisodes)
- Kathleen Rose Perkins (VF : Caroline Sahuquet) : Rose Schwartz, médecin légiste de l'équipe (saisons 1, 2 et 4; 5 épisodes)
- Claire Forlani (VF : Laura Blanc) : Lauren Hunter (saisons 2 et 3; 7 épisodes)
- Brian Avers (VF : Emmanuel Karsen) : Mike Renko, agent spécial de l'O.P.S. (saisons 1 et 3; 5 épisodes)

### Acteurs deNCIS: Enquêtes spéciales
- Michael Weatherly (VF : Xavier Fagnon) : Tony DiNozzo, Agent du NCIS (saison 7, épisode 5)
- Rocky Carroll (VF : Serge Faliu) : Leon Vance, Directeur du NCIS (saisons 1 à 3 et 6; 10 épisodes)
- Pauley Perrette (VF : Anne Dolan) : Abigail Sciuto, Technicienne de laboratoire du NCIS (saison 1; 2 épisodes)
- David Dayan Fisher (VF : Michel Vigné) : Trent Kort, Agent de la CIA (saison 1, épisode 24)
- Gary Cole : Alden Parker, Chef d'équipe du NCIS à Washington (saison 14, épisode 10)
- Wilmer Valderrama : Nick Torres, Agent du NCIS (saison 14, épisode 10)

### Acteurs deNCIS: Hawaiʻi
- Vanessa Lachey : Jane Tennant, Chef d'équipe du NCIS à Hawai'i (saison 14, épisode 10)
- Yasmine Al-Bustami : Lucy Tara, Agent du NCIS (saison 14, épisode 10)

## Production

### Développement

#### Création: un spin-off deNCIS: Enquêtes spéciales
C'est face au succès de NCIS : Enquêtes spéciales que NCIS : Los Angeles, série dérivée (ou spin-off, en anglais) de la première, est créée en 2009 à partir de l'univers de la série originale. Réalisée par Shane Brennan, son premier épisode est diffusé le 22 septembre 2009 aux États-Unis. De façon similaire à l'introduction des personnages de NCIS : Enquêtes spéciales dans un double épisode de JAG, les principaux protagonistes de NCIS : Los Angeles (à savoir G. Callen, Sam Hanna, Kensi Blye, Eric Beale et Nate Getz) sont introduits lors du double épisode Légende de la sixième saison de NCIS : Enquêtes spéciales, afin de les présenter aux téléspectateurs.

#### Projets de séries dérivées
En novembre 2012, le site deadline.com annonce qu'une série dérivée de NCIS : Los Angeles pourrait voir le jour, introduite par un double épisode pilote à venir, au cours de la quatrième saison ; cette nouvelle série serait également réalisée par Shane Brennan. L'information est reprise par de nombreux médias (The Hollywood Reporter, The Huffington Post, L'Express, etc.),,,. Le double épisode pilote a pour nom NCIS : Red, nom qui pourra être conservé, le cas échéant, pour la série dérivée. Les acteurs Miguel Ferrer, Edwin Hodge, John Corbett, Kim Raver, Scott Grimes et Gillian Alexy (en) intègrent, au premier trimestre 2013, le casting du double épisode,. Les deux parties de ce double épisode ont été diffusées le 19 et le 26 mars 2013 aux États-Unis et au Canada. Le 15 mai 2013, la chaîne CBS déclare ne pas donner jour à NCIS : Red, guère convaincue, selon la presse, par les audiences des deux épisodes pilotes diffusés (respectivement 16,6 et 14,3 millions de téléspectateurs) ; une cinquième saison de NCIS : Los Angeles est néanmoins programmée,,.
En septembre 2013, le site Deadline.com annonce qu'un second spin-off est en cours de préparation et devrait donner lieu à deux épisodes pilotes au printemps 2014. L'action de la nouvelle série se déroule à La Nouvelle-Orléans et elle produite par Mark Harmon et Gary Glasberg.

### Fiche technique
- Créateur : Shane Brennan
- Réalisateur : Tony Wharmby, Terrence O'Hara, Dennis Smith, John Peter Kousakis, James Whitmore Jr., Diana Valentine, James Hanlon, Steven DePaul, Eric Laneuville, Karen Gaviola, Jonathan Frakes et Daniela Ruah (depuis 2021)
- Scénario : Shane Brennan, Joseph C. Wilson, Jordana Lewis Jaffe, R. Scott Gemmill, Andrew Bartels, Dave Kalstein, Frank Military, Erin Broadhurst, Gil Grant, Kyle Harimoto, Joe Sachs et Christina M. Kim
- Casting : Susan Bluestein et Jason Kennedy
- Direction artistique : Anthony D. Parrillo et Matthew C. Jacobs
- Photographie : Victor Hammer et Russell McElhatton
- Montage : Robert Florio, M. Edward Salier, Eric Wilson, Lise Johnson, Roy C. Poole, Lee Haxall et Marissa Mueller
- Musique : Jay Ferguson, James S. Levine et Martin Davich (Up In The Club)
- Décors : Thomas Fichter, Michele Poulik, Barbara Haberecht et Peter M. Gurski
- Costume : Darryl Levine
- Producteurs : Rick Tunell, Erik Whitmyre, David Bellisario, Christopher J. Molnar, Dave Kalstein, Joseph C. Wilson, Jordana Lewis Jaffe et Kyle Harimoto 
  - associé : Erik Whitmyre, Chad W. Murray et Christopher J. Molnar
  - consultant : Gil Grant, Joe Sachs, Cheo Hodari Coker et Matt Pyken
  - délégué : John Peter Kousakis, Shane Brennan, R. Scott Gemmill, Frank Military et Grant Anderson
- Sociétés de productions : Shane Brennan Productions - Belisarius Productions - CBS Television Studios
- Sociétés de distribution (télévision) : 
  - CBS ( États-Unis)
  - Global ( Canada)
  - M6 ( France)
  - RTL-TVI ( Belgique)
  - RTS Un ( Suisse)
  - Rai 2 ( Italie)
- Langue : Anglais
- Pays :  Los Angeles (Californie)
- Format : couleurs — 16.9 HD Arri Alexa et Panavision Genesis — son : Dolby Digital

 Sauf indication contraire, les informations mentionnées dans cette section peuvent être confirmées par la base de données cinématographiques IMDb,  présente dans la section « Liens externes ».

### Diffusion internationale
| Pays / région | Langue                        | Depuis le         | Chaînes de télévision | Titre sous lequel la série est diffusée |
| ------------- | ----------------------------- | ----------------- | --------------------- | --------------------------------------- |
| Canada        | anglais                       | 22 septembre 2009 | Global                | NCIS : Los Angeles                      |
| États-Unis    | anglais                       | 22 septembre 2009 | CBS                   | NCIS : Los Angeles                      |
| Australie     | anglais                       | 30 septembre 2009 | Network Ten           | NCIS : Los Angeles                      |
| Royaume-Uni   | anglais                       | 21 octobre 2009   | Sky One               | NCIS : Los Angeles                      |
| Japon         | version originale sous-titrée | 9 décembre 2010   | Fox Japan             | NCIS : Los Angeles                      |
| Allemagne     | allemand                      | 24 juillet 2010   | Sat.1                 | Navy CIS: L.A.                          |
| Belgique      | français                      | 12 janvier 2010   | RTL-TVI               | NCIS : Los Angeles                      |
| France        | français                      | 12 mars 2010      | M6                    | NCIS : Los Angeles                      |
| Suisse        | allemand                      | 16 août 2010      | 3 Plus TV Network     | NCIS : Los Angeles                      |
| Suisse        | français                      | 25 février 2010   | RTS Un                | NCIS : Los Angeles                      |
| Québec        | français                      | 2 septembre 2010  | V Séries+             | NCIS : Los Angeles                      |
| Espagne       | région hispanique             | indéterminé       | FOX                   | NCIS: Los Ángeles                       |
| Mexique       | région hispanique             | indéterminé       | A&E                   | NCIS: Los Ángeles                       |
| Chili         | région hispanique             | indéterminé       | La Red                | NCIS: Los Ángeles                       |
| Équateur      | région hispanique             | indéterminé       | RTS                   | NCIS: Los Ángeles                       |
| Pérou         | région hispanique             | indéterminé       | Red TV                | NCIS: Los Ángeles                       |
| Uruguay       | région hispanique             | indéterminé       | Teledoce              | NCIS: Los Ángeles                       |

Sources :
- « Titres internationaux » (dates de sortie), sur l'Internet Movie Database
- « Sociétés de distribution » ((en) sociétés de production et de distribution), sur l'Internet Movie Database

## Épisodes

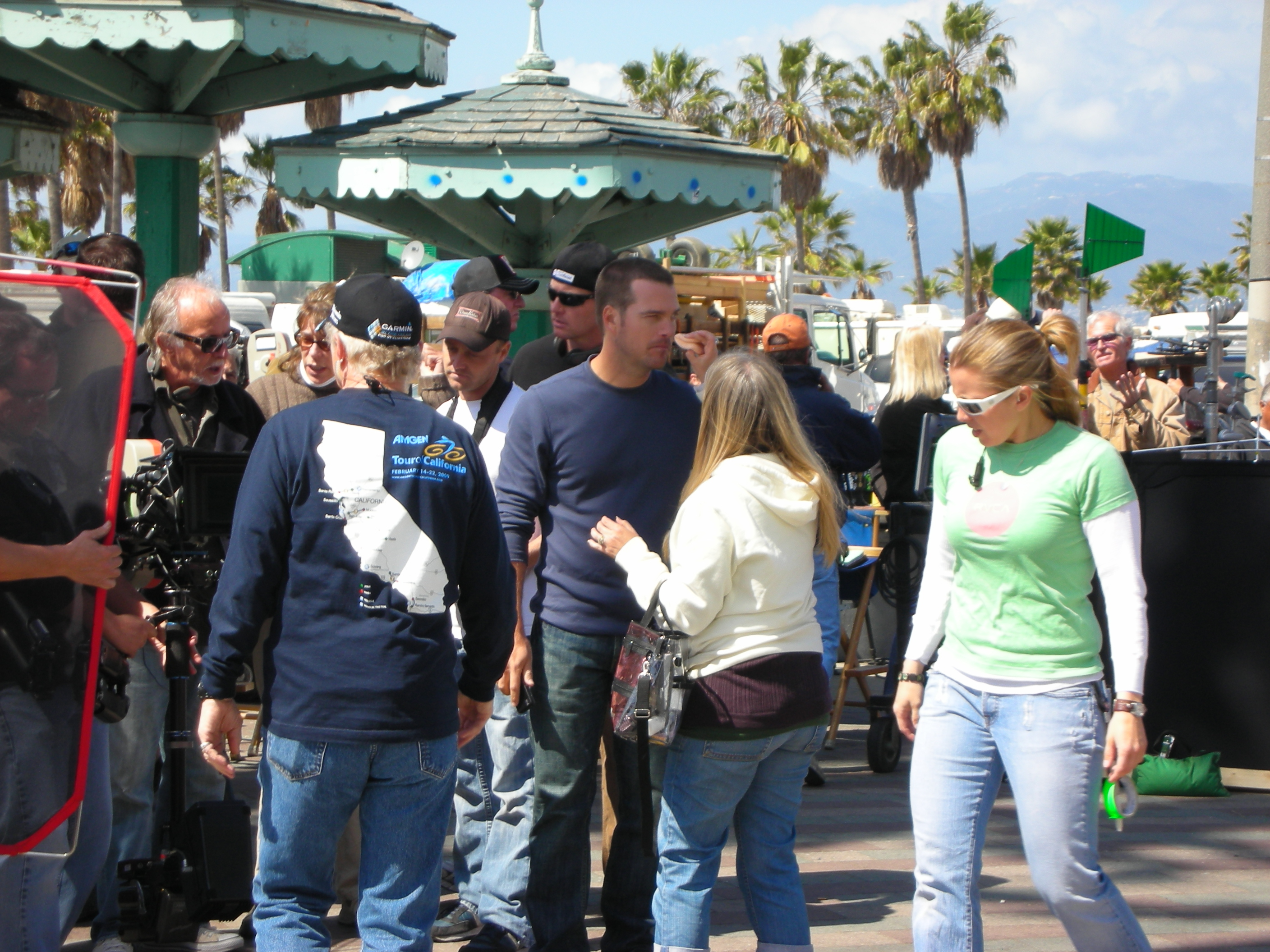
La série en tournage (le 28 mars 2009).

| Saison       | Nombre d'épisodes | Diffusion originale | Diffusion originale | Années    | Audience aux États-Unis (en millions) à J+7 |
| Saison       | Nombre d'épisodes | Début de saison     | Fin de saison       | Années    | Audience aux États-Unis (en millions) à J+7 |
| ------------ | ----------------- | ------------------- | ------------------- | --------- | ------------------------------------------- |
| Introduction | 2                 | 28 avril 2009       | 5 mai 2009          | 2009      | 16.71                                       |
| 1            | 24                | 22 septembre 2009   | 25 mai 2010         | 2009-2010 | 16.08                                       |
| 2            | 24                | 21 septembre 2010   | 17 mai 2011         | 2010-2011 | 16.54                                       |
| 3            | 24                | 20 septembre 2011   | 15 mai 2012         | 2011-2012 | 16.01                                       |
| 4            | 24                | 25 septembre 2012   | 14 mai 2013         | 2012-2013 | 17.31                                       |
| 5            | 24                | 24 septembre 2013   | 13 mai 2014         | 2013-2014 | 16.03                                       |
| 6            | 24                | 29 septembre 2014   | 18 mai 2015         | 2014-2015 | 11.72                                       |
| 7            | 24                | 21 septembre 2015   | 2 mai 2016          | 2015-2016 | 11.11                                       |
| 8            | 24                | 25 septembre 2016   | 14 mai 2017         | 2016-2017 | 12.51                                       |
| 9            | 24                | 1er octobre 2017    | 20 mai 2018         | 2017-2018 | 10.71                                       |
| 10           | 24                | 30 septembre 2018   | 19 mai 2019         | 2018-2019 | 10.16                                       |
| 11           | 22                | 29 septembre 2019   | 26 avril 2020       | 2019-2020 | 8.91                                        |
| 12           | 18                | 8 novembre 2020     | 23 mai 2021         | 2020-2021 | 7.80                                        |
| 13           | 22                | 10 octobre 2021     | 22 mai 2022         | 2021-2022 | 7.28                                        |
| 14           | 21                | 9 octobre 2022      | 21 mai 2023         | 2022-2023 | 6.24                                        |

Au cours de la saison 3, l'agent Kensi Blye est au cœur d'une investigation, ce qui va la pousser à voyager jusqu'à Hawaï et ainsi créer un chassé-croisé entre NCIS : Los Angeles et Hawaii 5-0 qui a eu lieu lors du sixième épisode de la saison 2 de Hawaii 5-0 alors que Kensi est invitée à Hawaï par le Capitaine de corvette Joe White, pour aider Steve McGarrett à comprendre une vidéo impliquant l'ex gouverneur d'Hawaii, le père de McGarrett et Wo Fat, le pire ennemi de Steve McGarrett. Un deuxième chassé-croisé a lieu à la fin de la deuxième saison dans un double épisode qui débute dans Hawaii 5-0 (S2E21) et qui se termine dans NCIS : Los Angeles (S3E21) où les agents des deux séries sont aux trousses d'un terroriste qui veut répandre un virus mortel d'abord à Hawaï et ensuite à Los Angeles.
Le 27 mars 2013, CBS a renouvelé la série pour une cinquième saison, qui est diffusée depuis le 24 septembre 2013.
Le 13 mars 2014, CBS a une nouvelle fois renouvelée la série pour une sixième saison.
Le 11 mai 2015, CBS a renouvelé la série pour une septième saison,.
À la suite des attentats du 13 novembre 2015 en France, la chaîne CBS a déprogrammé l'épisode Tromperie pour le remplacer par l'épisode Des adieux sans fin.
Le 25 mars 2016, la série est renouvelée pour une huitième saison. Cette saison est marquée par le décès de l'acteur Miguel Ferrer et par l'apparition d'un ancien acteur de JAG : John M. Jackson dans le rôle de l'amiral à la retraite AJ Chegwidden.
Le 23 mars 2017, la série est renouvelée pour une neuvième saison.
Le 18 avril 2018, la série est renouvelée pour une dixième saison. Linda Hunt, âgée de 73 ans, est impliquée dans un accident de voiture mineur survenu le 2 juillet. Elle est absente pour une bonne partie de la saison durant sa convalescence.
Le 22 avril 2019, CBS annonce le renouvellement de la série pour une onzième saison.
Le 6 mai 2020, CBS renouvelle la série pour une douzième saison.
Le 23 avril 2021, CBS renouvelle la série pour une treizième saison.
Le 31 mars 2022, CBS renouvelle la série pour une quatorzième saison.
Le 20 janvier 2023, CBS annule la série après 14 saisons. La série prend fin le 21 mai.

## Crossovers
Quatre personnages de NCIS : Enquêtes spéciales font des incursions dans cette série : le directeur du NCIS Leon Vance, avec un rôle récurrent dans la première saison, puis à titre d'invité dans le dernier épisode de la deuxième saison et dans le premier épisode de la suivante, Abby Sciuto, qui apparaît quant à elle dans les épisodes Meilleure ennemie et Le Fantôme de la première saison, l'agent de la CIA Trent Kort lors de la saison 1, ainsi que Tony DiNozzo, dans l'épisode 5 de la saison 7.
Nous pouvons aussi noter l'apparition de Linda Hunt dans le rôle de Hetty dans la série Scorpion.
Le 3 octobre 2022, CBS annonce un méga crossover avec les trois séries NCIS, prévu pour le début de l'année 2023, l'enquête suit un tueur en série qui s'en prend aux agents du NCIS. Le 11 novembre, CBS confirme que l'épisode sera diffusée le lundi le 2 janvier 2023. Le 11 décembre 2022, pour des raisons inconnues, CBS repousse la diffusion du méga crossover au 9 janvier 2023. L'audience de l'épisode crossover est de 6,80 millions de téléspectateurs ce qui est la meilleure audience de la série depuis le 29 mars 2020.

## Autour de la série

### Générique
Les génériques d'ouvertures des saisons 1 et 2 sont l'œuvre de James S. Levine.[réf. nécessaire]
La musique du générique de fin serait également un morceau de James S. Levine, NCIS LA Theme Extended[réf. à confirmer].

## Audiences

### Audiences aux États-Unis
La série remporte un grand succès aux États-Unis puisqu'elle est, pour les saisons 2010-2011 et 2011-2012, la seconde série la plus regardée (avec plus de 16 millions de téléspectateurs en moyenne par épisode pour la première saison) uniquement devancée par la série originelle, NCIS : Enquêtes spéciales, diffusée le même jour, plus tôt,,.
Audiences américaines moyennes par saison*

### Changements de case horaire
Pour sa sixième saison, CBS décide de diffuser la série le lundi soir sur le créneau de 22 h avec une féroce compétition de la part de Castle ainsi que The Blacklist. Le problème est que le taux des 25–54 ans, celui qui est le plus prisé par les annonceurs publicitaires est plus bas pour NCIS (environ de 0,4 %) par rapport à The Blacklist (0,9 %) et Castle (1,1 %). Si les audiences restent correctes, ces deux séries concurrentes font plus d'audience.
La série change de nouveau de créneau horaire pour sa huitième saison et est désormais diffusée le dimanche soir à 20 h. Elle a comme concurrents Once Upon a Time sur ABC, Les Simpson sur Fox et le NFL Sunday Night Football sur NBC.

### Audiences au Canada anglophone
La série remporte aussi un vif succès du côté canadien, se classant souvent dans les dix émissions les plus regardées au Canada anglophone en étant diffusée en simultanée avec la diffusion américaine. Exception notable, lors d'une partie de la première saison, la série fut diffusée 23 heures avant la diffusion américaine, ce qui a fait chuter la moyenne pour la première saison étant donné que l'audience était divisée entre ceux qui regardaient la diffusion canadienne (le lundi à 22 h) et ceux qui regardaient la version américaine (le mardi à 21 h), le réseau CBS étant accessible pour la majorité des foyers canadiens.
Cotes d'écoute canadiennes moyennes par saison*
- Note : Pour le résultat des moyennes canadiennes, seuls les épisodes diffusés en substitution simultanée avec la diffusion américaine sont pris en compte dans le calcul, afin de donner un portrait d'écoute le plus juste possible.

### Audiences en France
| Saisons | Épisodes | Date de diffusion       | Nombre de téléspectateurs  | Part d'audience |
| ------- | -------- | ----------------------- | -------------------------- | --------------- |
| 5       | 17       | Samedi 15 novembre 2014 | 2 371 000[réf. nécessaire] | 10,1 %          |

## Réception

### Réception Critique
"Identity", le premier épisode de la série, a rassemblé 18,73 millions de téléspectateurs, avec une part de marché de 4,4 / 11 dans le groupe des 18 à 49 ans, et a donc gagné son créneau. C'était la deuxième émission la plus regardée de la semaine, derrière NCIS : Enquêtes spéciales.
Les critiques pour le spectacle ont été mélangées. Il a un score de 59/100 sur Metacritic. Selon Mary McNamara du Los Angeles Times, « le crime est intrigant et a de multiples facettes, sa résolution nécessitant un bon équilibre entre sens de la rue et beaucoup de coups de feu. Mais comme avec le NCIS original, l'accent est mis sur les personnages de l'équipe (…) Los Angeles, quant à elle, a un look fabuleux, un mélange agréable de noir et de saturation, et un air de stabilité qui réconforte en ces temps incertains ». Le critique du New York Daily News, David Hinckley, a été plus critique à l’égard de la série, affirmant que « Tout cela représente une heure de divertissement décent, et il y a suffisamment de place pour que le développement du personnage soit suffisant pour donner à NCIS: Los Angeles une personnalité à part, propre, … un premier épisode ne devrait même pas ressembler à quelque chose que nous avons déjà vu ».
Tom Shales, du Washington Post, a estimé que « NCIS: Los Angeles fait le travail … C'est une procédure qui suit strictement la procédure établie, mais il a des personnages sympathiques, des méchants déplaisants et quelques coups époustouflants de Los Angeles ». Robert Bianco de USA Today a résumé cela comme une « heure utilisable qui prend la formule du NCIS - un ton léger et beaucoup de plaisanteries autour d’un complot d’investigation assez rudimentaire" et le transfère à une division spéciale du NCIS à Los Angeles. Rien de plus, mais et rien de moins ». The Hollywood Reporter a comparé l'émission à l’A-Team avec « la même approche légère pour les situations de vie ou de mort. Le changement le plus important est peut-être celui de NCIS: LA atteint ses résultats inévitablement favorables avec un peu plus d’intelligence et un peu moins de testostérone ». IGN a déclaré que bien que « NCIS: Los Angeles ne réinvente pas exactement les procédures de la police … c'est une autre entrée supérieure à la moyenne, aidée par le fait que les gens derrière la série savent ce qu'ils font » et a finalement donné à l'épisode un 7.7 / 10.

## Distinctions

### Nominations
2010 : 36e cérémonie des People's Choice Awards : nouvelle série dramatique préférée.
2012 : 64e cérémonie des Primetime Emmy Awards : meilleur responsable des cascades pour Troy James Brown dans l'épisode en deux parties de la saison 3, Blye, K
2013 : cérémonie des Teen Choice Awards 2013 :
- meilleure série d'action[68] ;
- meilleur acteur dans une série d'action pour LL Cool J[68].

## Produits dérivés

### Musique
Divers artistes et extraits de morceaux sont entendus dans les épisodes lors de certaines scènes. Voici une liste exhaustive des 6 morceaux les plus importants de la saison 1 :
- Without Your Skin de Keaton Simmons
- Normal Man de Duff Dugan
- Hey Oh de Daniel Lenz
- See Me de Rob Giles
- Running Up That Hill (version remixée de 2007) de Placebo
- I Grieve de Peter Gabriel

La liste (toujours exhaustive) de ceux de la saison 2 :
- Normal Man de Keaton Simmons
- Lux Aeterna de Clint Mansell
- Fire in Your New Shoes de Kaskade, avec la participation de Dragonette
- Sun Children de Nickodemus
- Please Say it isn't So de Lee Williams et Les Cymbals
- Running up That Hill (A Deal with God) de Placebo

À noter que la chanson de fin de l'épisode 9 de la saison 3 (épisode centré sur le personnage de l'agent Hanna) n'est autre que le morceau No More interprété par LL Cool J (et Ne-Yo), LL Cool J étant l'acteur jouant le personnage de Sam Hanna dans la série.
La bande sonore officielle de NCIS : Los Angeles est sortie de façon digitale le 16 avril 2013 sur iTunes[réf. souhaitée] et le 21 mai 2013 sur CD.

### Sorties DVD
| Titre                        | Dates de sorties DVD | Dates de sorties DVD | Dates de sorties DVD | Nombre de disques | Ref. |
| Titre                        | États-Unis (Zone 1)  | France (Zone 2)      | Australie (Zone 4)   | Nombre de disques | Ref. |
| ---------------------------- | -------------------- | -------------------- | -------------------- | ----------------- | ---- |
| NCIS: Los Angeles - Saison 1 | 31 août 2010         | 2 août 2010          | 19 août 2010         | 6                 |      |
| NCIS: Los Angeles - Saison 2 | 23 août 2011         | 22 août 2011         | 1er septembre 2011   | 6                 |      |
| NCIS: Los Angeles - Saison 3 | 21 août 2012         | 27 août 2012         | 1er août 2012        | 6                 |      |
| NCIS: Los Angeles - Saison 4 | 20 août 2013         | 19 août 2013         | 14 août 2013         | 6                 |      |
| NCIS: Los Angeles - Saison 5 | 19 août 2014         | 18 août 2014         | 20 août 2014         | 6                 |      |
| NCIS: Los Angeles - Saison 6 | 18 août 2015         | 14 septembre 2015    | 26 août 2015         | 6                 |      |
| NCIS: Los Angeles - Saison 7 | 30 août 2016         | 19 septembre 2016    | 29 septembre 2016    | 6                 |      |
| NCIS: Los Angeles - Saison 8 | 22 août 2017         | 18 septembre 2017    | 30 août 2017         | 6                 |      |
| NCIS: Los Angeles - Saison 9 | 28 août 2018         | 17 septembre 2018    | 15 août 2018         | 6                 |      |

## Version française
- Société de doublage : Mediadub International[72]
- Direction artistique : Nathalie Raimbault (saison 1) et Franck Louis (depuis la saison 2)[72]
- Adaptation des dialogues : François Dubuc, Jonathan Amram et Franco Quaglia[72]